# Bulbophyllum fayi
Bulbophyllum fayi är en orkidéart som beskrevs av Jaap J. Vermeulen. Bulbophyllum fayi ingår i släktet Bulbophyllum och familjen orkidéer. Inga underarter finns listade i Catalogue of Life.